# Pararge drumensis
Pararge drumensis är en fjärilsart som beskrevs av Thompson 1952. Pararge drumensis ingår i släktet Pararge och familjen praktfjärilar. Inga underarter finns listade i Catalogue of Life.